# Broken Arrows (canción)
«Broken Arrows» es un sencillo realizado por el DJ y productor sueco Avicii con la voz, sin acreditar, de Zac Brown Band, fue lanzado al mercado musical bajo la compañía discográfica Universal Music. La pista aparece en su segundo álbum de estudio, Stories.

## Composición
"Broken Arrows" combina la voz de Brown con "graves aberturas y la manera de cerrar las líneas del sintetizador"
Como uno de los sencillos anteriores de Avicii "Wake Me Up", "Broken Arrows" es una canción de dance que contiene elementos de la música country. Está escrito en la tonalidad de sol mayor.

## Recepción
Chris Parton de la revista Rolling Stone describió que la voz de Brown es como un "cristal-claro" y el gancho de la canción como "un cruce entre una canción que presenta un tema y algo de Super Mario Brothers de Nintendo".

## Video musical
El video musical para acompañar a la canción fue lanzada el 23 de noviembre de 2015. Se inspira en la vida de Dick Fosbury, que revolucionó el salto de altura mediante la introducción de una nueva técnica conocida como el Fosbury Flop.

## Lista de canciones
| Descarga Digital — remixes |                                           |          |  |
| N.º                        | Título                                    | Duración |  |
| 1.                         | «Broken Arrows» (M-22 Remix)              | 5:52     |  |
| 2.                         | «Broken Arrows» (Didrick Remix)           | 2:55     |  |
| 3.                         | «Broken Arrows» (The Aston Shuffle Remix) | 3:39     |  |
| 4.                         | «Broken Arrows» (KID Remix)               | 4:22     |  |

## Posicionamiento
| Listas (2015–16)                            | Posiciones |
| ------------------------------------------- | ---------- |
| Australia (ARIA)                            | 30         |
| Austria (Ö3 Austria Top 40)                 | 70         |
| Bélgica (Flandes) (Ultratip Bubbling Under) | 12         |
| Bélgica (Valonia) (Ultratip Bubbling Under) | 48         |
| Belgium Dance (Ultratip Wallonia)           | 1          |
| Irlanda (IRMA)                              | 74         |
| Países Bajos (Mega Single Top 100)          | 86         |
| New Zealand Heatseekers (Recorded Music NZ) | 7          |
| Noruega (VG-lista)                          | 38         |
| Eslovaquia (Rádio Top 100)                  | 95         |
| Suecia (Sverigetopplistan)                  | 4          |
| Suiza (Schweizer Hitparade)                 | 57         |
| UK Singles (Official Charts Company)        | 178        |